# Akodon boliviensis
Akodon boliviensis е вид бозайник от семейство Мишкови (Muridae). Видът е незастрашен от изчезване.

## Разпространение
Разпространен е в Аржентина, Боливия и Перу.

## Описание
Теглото им е около 27,5 g.
Популацията им е стабилна.